# Tvator
Tvator är en anordning som konverterar en bildsignal för datorskärm till lämpligt TV-format, vilket gör att en befintlig TV-apparat kan användas som presentationsskärm i sammanhang när den typiska TV-apparaten storlek och tillgänglighet är en större fördel än dess låga upplösning är en nackdel.